# Miers Glacier
Miers Glacier är en glaciär i Antarktis. Den ligger i Östantarktis. Nya Zeeland gör anspråk på området. Miers Glacier ligger 596 meter över havet.
Terrängen runt Miers Glacier är lite bergig. Trakten är obefolkad. Det finns inga samhällen i närheten. 